# Depresja Sawickiego

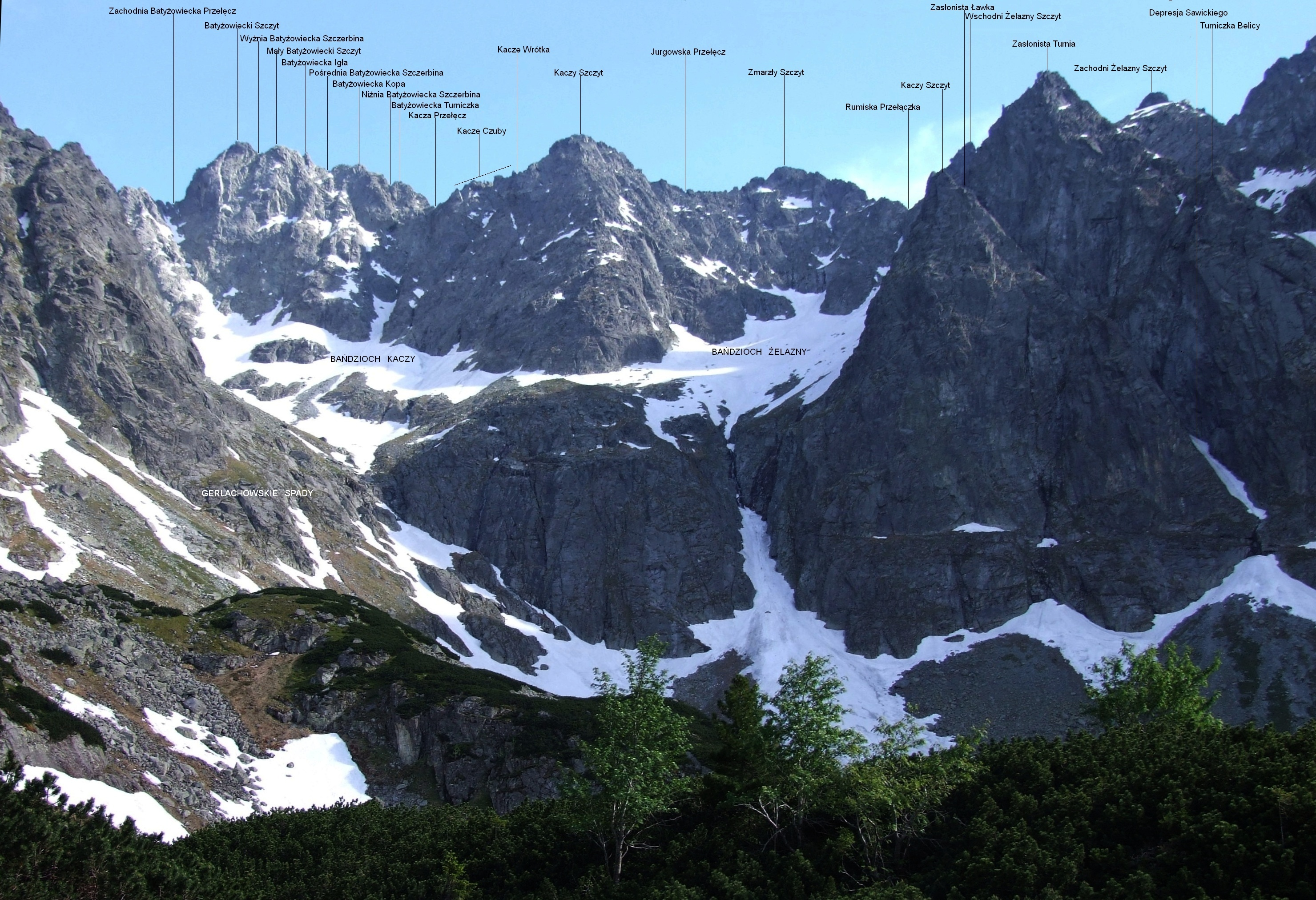

Depresja Sawickiego – olbrzymia depresja w Dolinie Kaczej w słowackich Tatrach Wysokich. Opada z Zasłonistej Ławki ku północy, oddzielając urwiska Zasłonistej Turni i Kaczego Mnicha. Ma wylot w pobliżu Zielonego Stawu. Na piargi nad tym stawem opada progiem, który można obejść zachodami i rynnami po lewej lub prawej stronie. Czym wyżej, tym depresja robi się bardziej stroma. Trudne miejsca (progi, przewieszki) można obejść bocznymi urwiskami. W górnej części przejście prowadzi 40-metrowej wysokości kominem.
Nazwa tej formacji skalnej pochodzi od autora pierwszego przejścia. Ivan Bohuš w swoim przewodniku błędnie podał inną etymologię: „Univ. profesor Dr Ludomir Sawicki (1884-1925) (cytat dosłowny).
Pierwsze przejście
- letnie: Jan Sawicki i Karol Zając 19 lipca 1930 r.
- zimowe jednodniowe: Rudolf Antoniček i J. Sevčik 1 kwietnia 1957 r.[2]

Przejście ma trudność IV w skali tatrzańskiej i zajmuje 2 godz. 30 min. Latem w Depresji Sawickiego długo zalega śnieg.